# Saulo Decarli
Saulo Igor Decarli (* 4. Februar 1992 in Locarno) ist ein Schweizer Fussballspieler mit italienischen Wurzeln. Der Innenverteidiger steht bei Grasshopper Club Zürich unter Vertrag.

## Karriere

### Verein
Saulo Decarli begann seine Karriere 1999 bei Losone Sportiva. Von 2005 bis 2007 spielte er zwei Jahre für den FC Locarno, bevor er zur AC Bellinzona wechselte. Nach einem Jahr beim FC Lugano kehrte er nach Bellinzona zurück und wechselte von dort 2010 erneut zum FC Locarno, wo er seine ersten Spiele in der Super League absolvierte. Nach einem Jahr beim FC Chiasso ging Decarli zur AS Livorno. In der Rückrunde der Saison 2013/14 wurde er an den AS Avellino in die Serie B verliehen.
Zur Spielzeit 2014/15 wechselte Decarli zum deutschen Zweitligisten Eintracht Braunschweig, bei dem er einen Fünfjahresvertrag unterschrieb. Am 13. September 2014 gab er bei der 1:3-Niederlage bei RB Leipzig sein Debüt in der 2. Bundesliga. Im November 2014 half er in zwei Spielen der zweiten Mannschaft in der Regionalliga Nord aus. Am 20. Februar 2016 erzielte Decarli beim 2:2 gegen den Karlsruher SC sein erstes Tor in der 2. Bundesliga. Am 28. August 2016 erzielte er beim 6:1-Heimsieg gegen den 1. FC Nürnberg erstmals in seiner Karriere zwei Tore in einem Spiel.
Im August 2017 wechselte Decarli nach Belgien zum FC Brügge. Er erhielt dort einen Vertrag bis 2020. In seiner ersten Saison gewann er mit dem Verein den nationalen Meistertitel.
Bereits im Sommer 2019 verliess der Verteidiger Belgien wieder und kehrte nach Deutschland zurück, wo ihn der VfL Bochum verpflichtete und mit einem bis 2022 gültigen Vertrag ausstattete. In der Spielzeit 2020/21 stieg er mit Bochum als Meister in die Bundesliga auf. Dort kam er allerdings nur zu einem Kurzeinsatz in der folgenden Saison und im Sommer 2022 kehrte Decarli dann nach Braunschweig zurück. Im Sommer 2024 wechselte er zum Grasshopper Club Zürich und unterzeichnete einen einjährigen Vertrag mit Verlängerungsoption für ein weiteres Jahr.

### Nationalmannschaft
Decarli debütierte am 7. September 2010 beim 3:0-Sieg gegen Tschechien für die Schweizer U-19-Nationalmannschaft. Für die U-20-Auswahl kam er am 9. Oktober 2011 bei der 1:4-Niederlage gegen Deutschland zu seinem ersten Einsatz. Für die U-21-Auswahl spielte er erstmals am 6. Februar 2013 bei der 0:1-Niederlage gegen die Slowakei.

## Erfolge
FC Brügge
- Belgischer Meister: 2018

VfL Bochum
- Meister der 2. Bundesliga und Aufstieg in die Bundesliga: 2021